# Sterling (Kansas)
Sterling – miasto w Stanach Zjednoczonych, w stanie Kansas, w hrabstwie Rice.